# إرفين جونيور سانشيز
إرفين جونيور سانشيز (بالإسبانية: Erwin Junior Sánchez) هو لاعب كرة قدم بوليفي، ولد في 23 يوليو 1992 في لشبونة في البرتغال.

## وصلات خارجية
- إرفين جونيور سانشيز على موقع ناشيونال فوتبول تيمز (الإنجليزية)
- إرفين جونيور سانشيز على موقع Soccerway.com (الإنجليزية)